# Acanthopteroctetes tripunctata
Acanthopteroctetes bimaculata é uma espécie de mariposa da família Acanthopteroctetidae. Foi descrito por Annette Frances Braun em 1921. É encontrado no estado americano de Montana.
A envergadura é de cerca de 11 mm para os machos. As asas anteriores são fuscas com um leve brilho acobreado e com três grandes manchas amareladas pálidas. As asas posteriores são ligeiramente mais pálidas e as escamas são mais estreitas do que as das asas anteriores. Os adultos voam em julho, provavelmente em uma geração por ano.